# نيكولاي بوليكاربوف
نيكولاي نيكولوفيتش بوليكاربوف (روسية: Никола́й Никола́евич Полика́рпов) (ولد 8 يوليو 1892 - توفي 30 يوليو 1944) كان مصمم طائرات سوفيتيًّا عرف باسم «ملك المقاتلات». صمم بوليكاربوف سلسلة مقاتلات آي-15 وآي-16.
في عام 1928، وتنفيذاً لخطة خمسية لتصميم الطائرت الاختبارية، كلف نيكولاي بوليكاربوف بتطوير المقاتلة آي-16 والتي تكونت بشكل أساسي من الأخشاب تمهيدا لدخولها الخدمة في منتصف الثلاثينات. إلا أن الخطة كانت فاشلة وغير واقعية. نظرا لهذا، في شهر أكتوبر من هذا العام، اعتقل 450 مهندس طيران ومصممين وفنيين لفشلهم في تنفيذ الخطة المطلوبة وحكم على بوليكاربوف بالإعدام. في ديسمبر وبعد شهرين من انتظار تنفيذ الحكم بالإعدام عليه نقل بوليكاربوف إلى مكتب تصميم خاص في أحد سجون موسكو وتغير الحكم إلى 10 سنوات مع الشغل. نقل بوليكاربوف إلى مصنع 39 لإكمال مشروع الآي-15 ولحسن الحظ تمكن المصممون من إجراء تجربة ناجحة ومن ثم تم إطلاق سراحه في 31 يوليو 1931 مع مجموعة أخرى من المحكوم عليهم.
حاز بوليكاربوف على العديد من الأوسمة والجوائز، بما فيها جائزة ستالين (أعوام 1941، 1943)، ولقب «بطل العمل الاشتراكي» عام 1940. توفي بوليكاربوف متأثراً بسرطان الحويصل الصفراوي في 30 يوليو 1944. كما سميت إحدى قمم جبال بامير في آسيا الوسطى باسم بوليكاربوف تكريما له.